# Kasachische Meisterschaften im Skispringen 2009
Die Kasachischen Meisterschaften im Skispringen 2009 fanden am 18. Juli 2009 in Garmisch-Partenkirchen statt. Der Wettbewerb wurde im Rahmen der Deutschen Meisterschaften 2009 ausgetragen. Ein Teamwettbewerb wurde mangels Starter nicht ausgetragen. Alexei Koroljow, Iwan Karaulow, Nikolai Karpenko und Radik Schaparow nahmen am 19. Juli als kasachisches Gast-Team am Teamwettbewerb der Deutschen Meisterschaften teil. Sie erreichten die vierthöchste Punktzahl von zwölf teilnehmenden Teams, wurden aber außer Konkurrenz gewertet.

## Ergebnis
| Platz | Sportler           | Weite 1 | Weite 2 | Punkte |
| ----- | ------------------ | ------- | ------- | ------ |
| 1     | Radik Schaparow    | 133,5   | 120,0   | 232,8  |
| 2     | Alexei Koroljow    | 125,5   | 127,5   | 230,4  |
| 3     | Nikolai Karpenko   | 127,5   | 124,5   | 226,6  |
| 4     | Iwan Karaulow      | 127,5   | 116,0   | 211,8  |
| 5     | Jewgeni Ljowkin    | 117,0   | 118,5   | 195,4  |
| 6     | Assan Tachtachunow | 119,0   | 117,0   | 192,3  |